# Babbie
Babbie is een plaats (town) in de Amerikaanse staat Alabama, en valt bestuurlijk gezien onder Covington County.

## Demografie
Bij de volkstelling in 2000 werd het aantal inwoners vastgesteld op 627.
In 2006 is het aantal inwoners door het United States Census Bureau geschat op 632, een stijging van 5 (0,8%).

## Geografie
Volgens het United States Census Bureau beslaat de plaats een oppervlakte van
30,1 km², waarvan 29,9 km² land en 0,2 km² water.

## Plaatsen in de nabije omgeving
De onderstaande figuur toont de plaatsen in een straal van 16 km rond Babbie.